# 九州産交バス中央営業所
九州産交バス中央営業所（きゅうしゅうさんこうバスちゅうおうえいぎょうしょ）は、かつて存在した九州産交バスの営業所の一つ。2007年9月30日を以って小島営業所と統合し、熊本営業所に移転したことにより廃止となった。

## 担当していた路線
かつては九州産交バスのメイン拠点として、熊本交通センター・熊本駅前を発着する一般路線バスの待機所として使用されていたほか、当営業所直営としては、九州島内各地ならびに本州方面を結ぶ高速バス・(※おおあそ号(佐賀・唐津・嬉野線)は当営業所時代に廃止)・一般道経由特急バス・県内快速バス・熊本空港リムジンバス・定期観光バスなどのほか、九州国際観光バスから継承された九州横断バス、さらに2006年10月1日からは熊本市交通局が担当していた熊本城周遊バス（しろめぐりん）の運行も継承していた。また、過去においては熊本市内 - 藤崎宮前を巡回するコミュニティバスの熊本市循環バス『ゆうゆうバス』（熊本市交通局・熊本電鉄バス・熊本バスと共同運行）や、交通センターから健軍四つ角間の女性専用バスを2系統（熊商前経由ならびに県庁前・自衛隊前経由）担当していたが、いずれも2005年までに廃止されている。
また、産交バス（旧産交観光バス）熊本営業所として、廃止代替バス路線である熊本交通センター - 平木橋ならびにひのくにランド（のちの宇土体育センター）線、並建経由宇土本町二丁目、西里(和泉)経由植木(一丁目、車庫は鹿南車庫)、西里経由野出車庫も担当しており、宇土本町二丁目行きは後に三角営業所(現在は松橋営業所管轄)に移管され、残る路線は熊本営業所へ引き継いだ。
中央営業所管轄時代は植木(鹿南車庫)、野出車庫、奥古閑に駐在車庫を設けており、熊本営業所管轄へ移管後は上記の営業所管轄移管に伴い、奥古閑車庫は廃止された。
なお、九州産交バス中央営業所は小島営業所と統合した事によって「熊本営業所」とした1つの営業所の下で一般路線・高速特急路線全ての路線を管轄する事となったが、2012年の九州産交バスの組織改編によって熊本営業所を「熊本営業部」に改組され、その中で一般路線部門が「路線バス営業所」に、高速特急部門は「高速バス営業所」に2分化。その後、2021年には再度の組織改編により熊本営業部は廃止され、路線バス営業所を再度「熊本営業所」として、高速バス営業所を「高速営業所」へ完全分離された事により、1つの敷地内にありながら、事実上旧中央営業所と旧小島営業所の2つの営業所が復活した形となり、現在の高速営業所は旧中央営業所の業務を踏襲した形となっている（ただし、車内の忘れ物等や路線に関する電話での問い合わせに関しては熊本営業所において一括対応している）。

## 併設していた施設
- 九州産交観光本社　→熊本市小島8丁目（旧小島営業所跡地）へ移転
- 九州産交整備本社ならびに熊本整備工場　→当社営業所とともに熊本営業所内に移転

※尚、当営業所には乗車券発売窓口は設置されておらず、営業所内からの乗降はできなかったため、県道沿いの『田崎車庫前』バス停からの利用となっていた。

## 廃止後
- 熊本営業所に移転後は、沿線バス停の名称を『田崎市場前』に改称すると共に車庫ならびに建物は売却後解体・整備され、その後跡地はアミューズメント施設「ラウンドワンスタジアム」・家電量販店「ヤマダ電機テックランド熊本春日本店」・ビジネスホテル「熊本クレナイホテル」が建ち並んでいる。
- これまで田崎車庫を発着点としていた路線のうち、健軍・木山ならびに戸島線などにおいては、西部車庫（熊本営業所）まで延伸するとともに、田崎市場前経由・春日校前経由ならびに蓮台寺方面経由とした3系統が新設された。それ以外の路線（山鹿・玉名方面）は『田崎橋』バス停からの発着に変更されている。